# Hondje

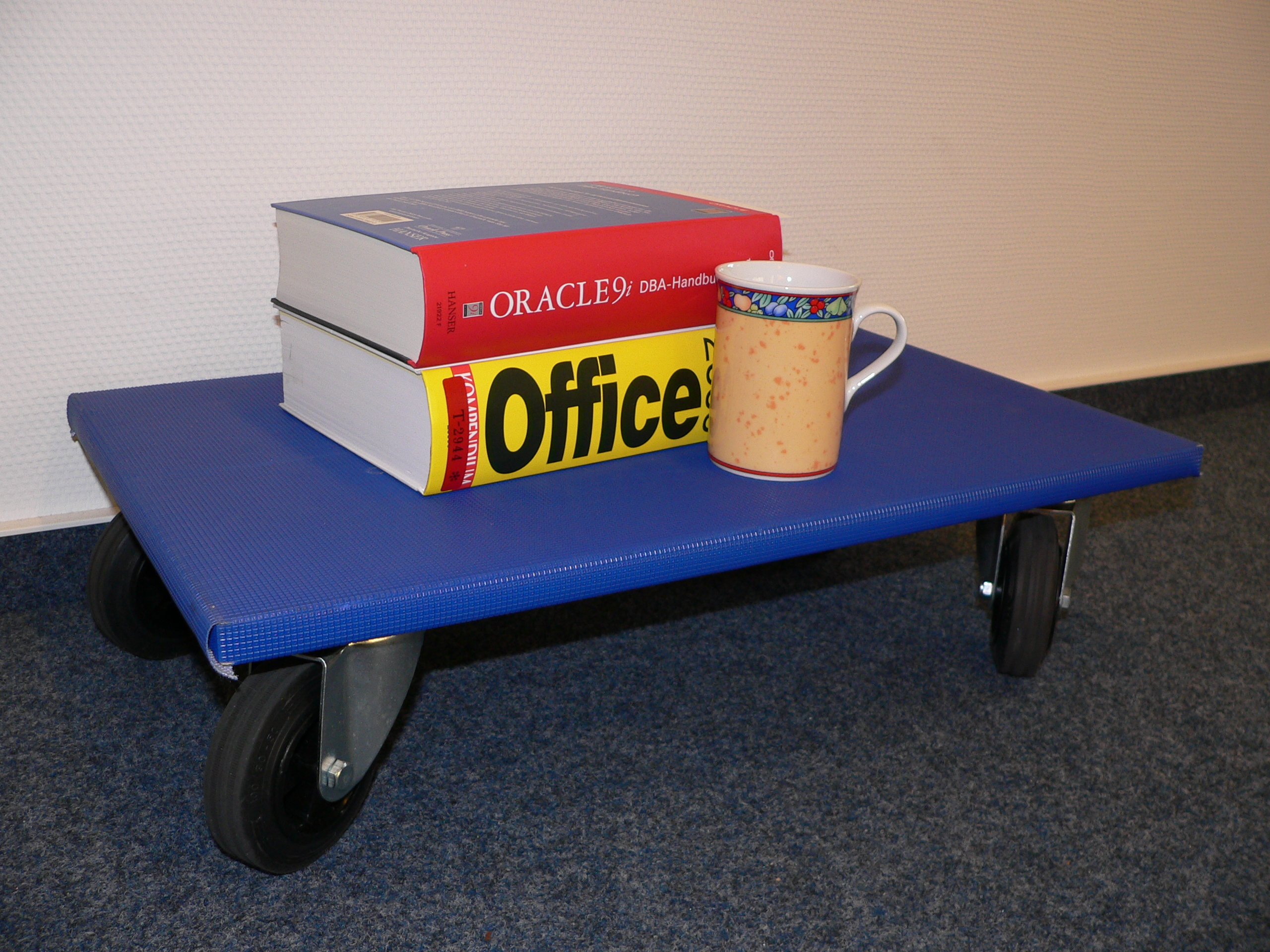

Een hondje, dolly of meubelroller is een binnen de transportwereld gebruikte plank met daaronder vier kleine zwenkwielen voor het verplaatsen van zware, grote zaken. Vooral bij het verhuizen (van meubilair en witgoed) komt een hondje van pas.